# East Dubuque
East Dubuque és una ciutat dels Estats Units a l'estat d'Illinois. Segons el cens del 2000 tenia 1.995 habitants.

## Demografia
Segons el cens del 2000, East Dubuque tenia 1.995 habitants, 864 habitatges, i 527 famílies. La densitat de població era de 373,9 habitants/km².
Dels 864 habitatges en un 27,9% hi vivien nens de menys de 18 anys, en un 48,1% hi vivien parelles casades, en un 8,1% dones solteres, i en un 38,9% no eren unitats familiars. En el 34% dels habitatges hi vivien persones soles el 13,4% de les quals corresponia a persones de 65 anys o més que vivien soles. El nombre mitjà de persones vivint en cada habitatge era de 2,31 i el nombre mitjà de persones que vivien en cada família era de 2,97.
Per edats la població es repartia de la següent manera: un 23,3% tenia menys de 18 anys, un 8,8% entre 18 i 24, un 28,4% entre 25 i 44, un 23,5% de 45 a 60 i un 16% 65 anys o més.
L'edat mediana era de 38 anys. Per cada 100 dones de 18 o més anys hi havia 99,2 homes.
La renda mediana per habitatge era de 35.099 $ i la renda mediana per família de 45.924 $. Els homes tenien una renda mediana de 31.010 $ mentre que les dones 19.459 $. La renda per capita de la població era de 20.984 $. Aproximadament el 2,1% de les famílies i el 4,3% de la població estaven per davall del llindar de pobresa.

## Poblacions properes
El següent diagrama mostra les poblacions més properes.